# John Richardson (látványtervező)
John Clifford Richardson (Brentford, Anglia, 1946. június 10. –) Oscar-díjas brit látványtervező. Legismertebb munkái a James Bond-filmsorozat több része (Casino Royale (1967), Moonraker – Holdkelte, Polipka, Halálvágta, Halj meg máskor ), a teljes Harry Potter-filmsorozat (2001-2011), A híd túl messze van (1977) és A bolygó neve: Halál (1986). Utóbbiért elnyerte a legjobb vizuális effektusokért járó Oscar-díjat az 1987-es ceremónián . A Harry Potter és a Halál Ereklyéi 2. részében (2011) végzett munkájáért elnyerte a a legjobb vizuális effektusokért járó BAFTA-díjat, a 2012-es Oscar-ceremónián pedig ugyanenezen díjra jelölték.
2019-ben kiadta a „Making Movie Magic” című könyvét, amely részletezte filmes karrierjét.

## Filmográfia
- 1967: Casino Royale (különleges effektek - stáblistán nem szerepel)
- 1968: Duffy (különleges effektek)
- 1969: Az angliai csata (különleges effektkészítők asszisztense - stáblistán nem szerepel)
- 1970: Az utolsó Leó (különleges effektkészítők vezetője)
- 1970: Hárman a vasút mentén (különleges effektek)
- 1971: Ördögök (különleges effektek)
- 1971: Szalmakutyák (különleges effektek)
- 1972: A fiatal Churchill (különleges effektek)
- 1973: A Sakál napja (különleges effektek - az angliai részeknél)
- 1974: Gustav Mahler utolsó napjai (különleges effektek)
- 1974: Callan (különleges effektek)
- 1974: Negyedik fázis (különleges effektek)
- 1974: Pénzt vagy életet! (különleges effektek)
- 1974: A kis herceg (különleges effektek)
- 1975: Rózsabimbó (különleges effektek)
- 1975: Rollerball (különleges effektek)
- 1975: Hennessey (különleges effektek)
- 1975: Királyi játszma (különleges effektek)
- 1975: Lucky Lady (különleges effektek)
- 1976: Ómen (különleges effektek)
- 1977: A híd túl messze van (különleges effektkészítők vezetője)
- 1977: Caprona Park (különleges effektkészítők vezetője Spanyolországban)
- 1978: Az Atlantisz urai (különleges effektkészítők vezetője)
- 1978: Superman (különleges effektek - a kanadai és a new york-i részeknél)
- 1979: 25 millió fontos váltságdíj (különleges effektkészítők vezetője)
- 1979: Műgyűjtők és kalandorok előnyben (különleges effektek)
- 1979: Moonraker – Holdkelte (különleges effektek)
- 1980: Az erdei kápolna titka (különleges effektek)
- 1980: A Titanic kincse (különleges effektek - stáblistán nem szerepel)
- 1982: Egy nyár Öt napja (különleges effektkészítők vezetője)
- 1983: Polipka (különleges effektkészítők vezetője)
- 1983: Leszámolás (különleges effektek)
- 1985: Sólyomasszony (különleges effektkészítők vezetője)
- 1985: Halálvágta (különleges effektkészítők vezetője)
- 1986: A bolygó neve: Halál (különleges effektkészítők vezetője)
- 1987: Halálos rémületben (különleges effektek)
- 1988: Willow (különleges effektkészítők vezetője)
- 1989: A magányos ügynök (különleges effektek)
- 1990: Kincses sziget (különleges effektkészítők vezetője)
- 1991: Hegylakó 2. – A visszatérés (különleges effektek)
- 1992: Túl az Óperencián (különleges effektkészítők vezetője - az írországi részeknél)
- 1992: Kolumbusz, a felfedező (különleges effektkészítők vezetője)
- 1993: Cliffhanger – Függő játszma (különleges effektkészítők koordinátora)
- 1993: Szellem a gépben (különleges effektkészítők konzulense)
- 1994: A sors útjai (különleges effektkészítők vezetője)
- 1995: Mintamókus (különleges effektkészítők vezetője)
- 1997: Csillagközi invázió (különleges effektkészítők vezetője)
- 1999: Háborgó mélység (különleges effektkészítők vezetője)
- 2000: Segítség, apa lettem! (különleges effektkészítők koordinátora - stáblistán nem szerepel)
- 2001: Harry Potter és a bölcsek köve (különleges effektkészítők vezetője)
- 2002: Men in Black – Sötét zsaruk 2. (a lénykészítők koordinátora)
- 2002: Most már elég! (különleges effektkészítők koordinátora)
- 2002: Halj meg máskor (modellkészítők vezetője)
- 2002: Harry Potter és a Titkok Kamrája (különleges effektkészítők vezetője)
- 2004: Harry Potter és az azkabani fogoly (különleges effektkészítők vezetője)
- 2005: Harry Potter és a Tűz Serlege (különleges effektkészítők vezetője)
- 2007: Harry Potter és a Főnix Rendje (különleges effektkészítők vezetője)
- 2009: Harry Potter és a Félvér Herceg (különleges effektkészítők vezetője)
- 2010: Harry Potter és a Halál ereklyéi 1. (különleges effektkészítők vezetője)
- 2011: Harry Potter és a Halál ereklyéi 2. (különleges effektkészítők vezetője)

## Fordítás
- Ez a szócikk részben vagy egészben  a   John Richardson (special effects designer) című angol Wikipédia-szócikk fordításán alapul.  Az eredeti cikk szerkesztőit annak laptörténete sorolja fel. Ez a jelzés csupán a megfogalmazás eredetét és a szerzői jogokat jelzi, nem szolgál a cikkben szereplő információk forrásmegjelöléseként.